# Партия национального авангарда (Гватемала)
Партия национального авангарда (исп. Partido de Avanzada Nacional; PAN) — правая консервативная политическая партия Гватемалы. Партия была основана в 1989 году.

## История
На президентских выборах 1990 и 1995 годов кандидатом партии был её основатель Альваро Арсу, одержавший победу в 1995 году и ставший 32-м Президентом Гватемалы (1996–2000). 
Кандидат в президенты Оскар Бергер Пердомо на выборах 1999 года вышел во 2-й тур, но уступил Альфонсо Портильо. На выборах 2003 года он был вновь выдвинут партийным кандидатом, однако из-за внутрипартийных разногласий он вышел из партии, баллотировался от Великого национального альянса, коалиции трёх партий (Патриотической партии, Реформаторского движения и партии национальной солидарности) и, победив на выборах, стал 34-м Президентом Гватемалы.

## Участие в выборах

### Парламентские выборы
| Год выборов | Голосов | %     | Конгресс  |
| ----------- | ------- | ----- | --------- |
| 2003        | 278 393 | 10,9% | 17 из 158 |
| 2007        | 144 910 | 4,58% | 4 из 158  |
| 2011        | 137 390 | 3,12% | 2 из 158  |
| 2015        | 158 309 | 3,47  | 3 из 158  |
| 2019        |         |       | 2 из 158  |